# Sklop kuća Dešković u Pučišćima
Sklop kuća Dešković u mjestu Pučišćima, Trg sv. Jeronima 4, predstavlja zaštićeno kulturno dobro.

## Opis dobra
Sklop kuća Dešković južno od župne crkve u Pučišćima nastaje tijekom 18. st. objedinjavanjem kuća Ivellio i kaštela Pinezić uz kulu s renesansnim obrambenim elementima. Kamene dvokatnice s potkrovljima pokrivene kamenom pločom na reprezentativnoj strani imaju zatvoreno dvorište s terasom i balkonom na drugom katu, a u začelju prema prostranom vrtu trijem na lukovima. U kući je rođen kipar Branislav Dešković (1883. – 1939.). Sklop je nedavno preuređen u reprezentativni hotel.

## Zaštita
Pod oznakom Z-3241 zaveden je kao nepokretno kulturno dobro - pojedinačno, pravna statusa zaštićena kulturnog dobra, klasificirano kao "javne građevine".